# Pirciupie
Pirciupie (lit. Pirčiupiai), Pircziupis (ros. Пирчюпис) – wieś na Litwie, w rejonie orańskim. W miejscowości znajduje się pomnik „Matka Pirciupia” z 1960 (5,5 m wysokości, granit), pub i hotel. Wschodnia część wsi jest znana jako Stare Pirciupie, a zachodnia - Nowe Pirciupie.

## Historia
Pierwsze wzmianki o Pirciupiu pochodzą z XVII i XVIII wieku (1605, 1637, 1717), było to miejsce polowań litewskich książąt. Ludność wsi była zaangażowana w pszczelarstwo i rękodzieło. Przez pewien czas nie było jeszcze szkoły podstawowej w godzinach porannych, a z własnej inicjatywy dzieci uczył nauczyciel.
W czasie II wojny światowej miejscowość została spalona wraz z mieszkańcami przez okupantów hitlerowskich.
Po II wojnie światowej, kiedy odbudowano wioskę 1960 został zbudowany przez rzeźbiarza G. Jokūbonisa i architekta V. Gabriūno pomnik „Matka Pircipia”, który w 1963 zdobył Nagrodę Leninowską. Na ścianach posągu są wyryte nazwiska 119 ofiar. Od roku 1960 istniało Muzeum Wsi, odwiedzane przezz 300–500 osób rocznie. Jednak w 2000 roku zostało zamknięte, a w 2002 muzeum zostało sprywatyzowane. Zachowaną część wystawy przeniesiono do Wilna.